# MTV Video Music Award para Melhor Grupo
O MTV Video Music Award para Melhor Grupo (também conhecido como MTV Video Music Award para Melhor Vídeo de Grupo) é concedido a artistas no MTV Video Music Awards (VMAs). O prêmio foi apresentado na cerimônia inaugural, em 1984, pelo vocalista Ric Ocasek, do The Cars. A banda de rock americana ZZ Top foi o primeiro ato a receber a honra, por seu videoclipe "Legs". Tim Newman, o diretor do vídeo, aceitou o prêmio em nome da banda.
Em 2007, uma reformulação da cerimônia fez com que o prêmio fosse renomeado de Melhor Vídeo de Grupo para simplesmente Melhor Grupo. Em 2008, o VMAs retornaram ao seu formato original, mas o prêmio não foi incluído. Foi trazido de volta para a edição de 2019, como uma das três categorias votadas nas redes sociais, em vez de ser determinado pelo pessoal da indústria como nos anos anteriores. Em 2021, foi apresentado como Grupo do Ano.
BTS é o artista mais premiado nesta categoria, tendo ganho o prêmio quatro vezes, e é o único indicado a ganhar o prêmio em anos consecutivos, de 2019 a 2022. U2 é o artista mais indicado, com sete de seus vídeos recebendo indicações em seis anos diferentes entre 1985 e 2005. TLC foi o único grupo feminino a ganhar o prêmio, fazendo isso duas vezes, com seus vídeos para "Waterfalls" (1995) e "No Scrubs" (1999).

## Vencedores e indicados
| Ano                                       | Vencedor(es)                                      | Indicado(s) | Ref(s) |
| ----------------------------------------- | ------------------------------------------------- | --- | ------ |
| Melhor Vídeo de Grupo                     |                                                   | |        |

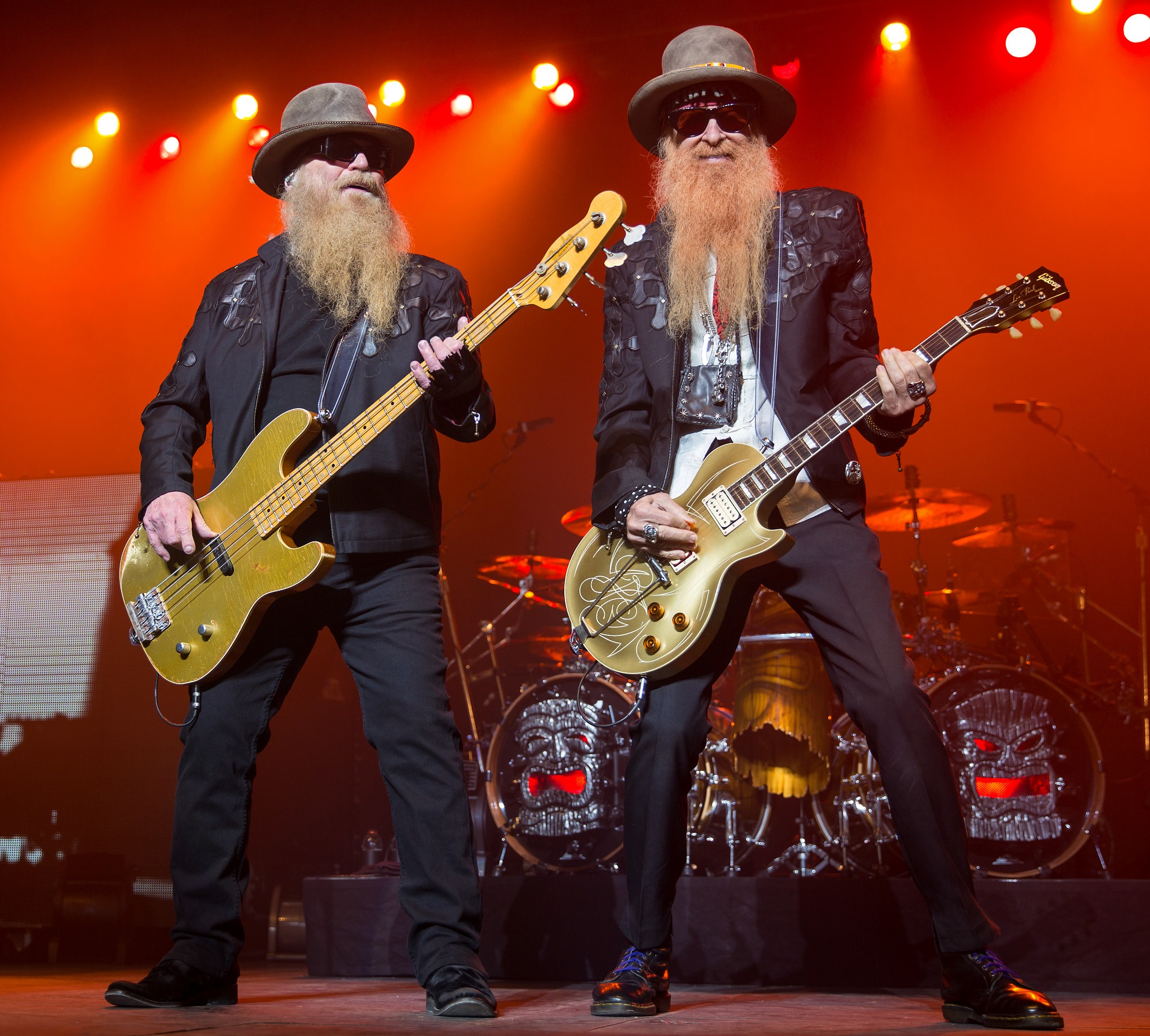
ZZ Top foi o primeiro ato a ganhar o prêmio no show inaugural em 1984.

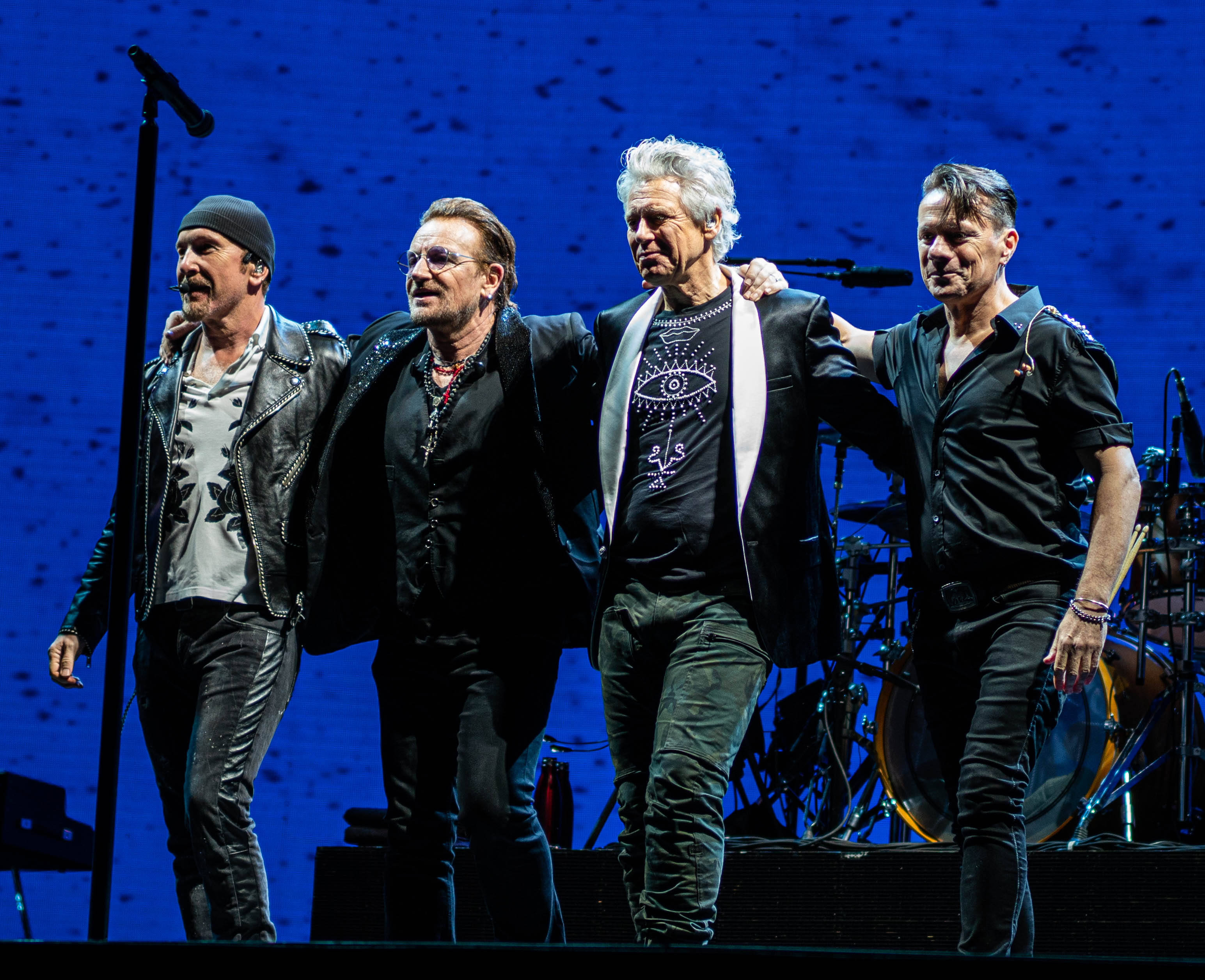
O U2 foi indicado seis vezes, a maior parte de qualquer ato, para sete videoclipes diferentes ao longo de dez anos.

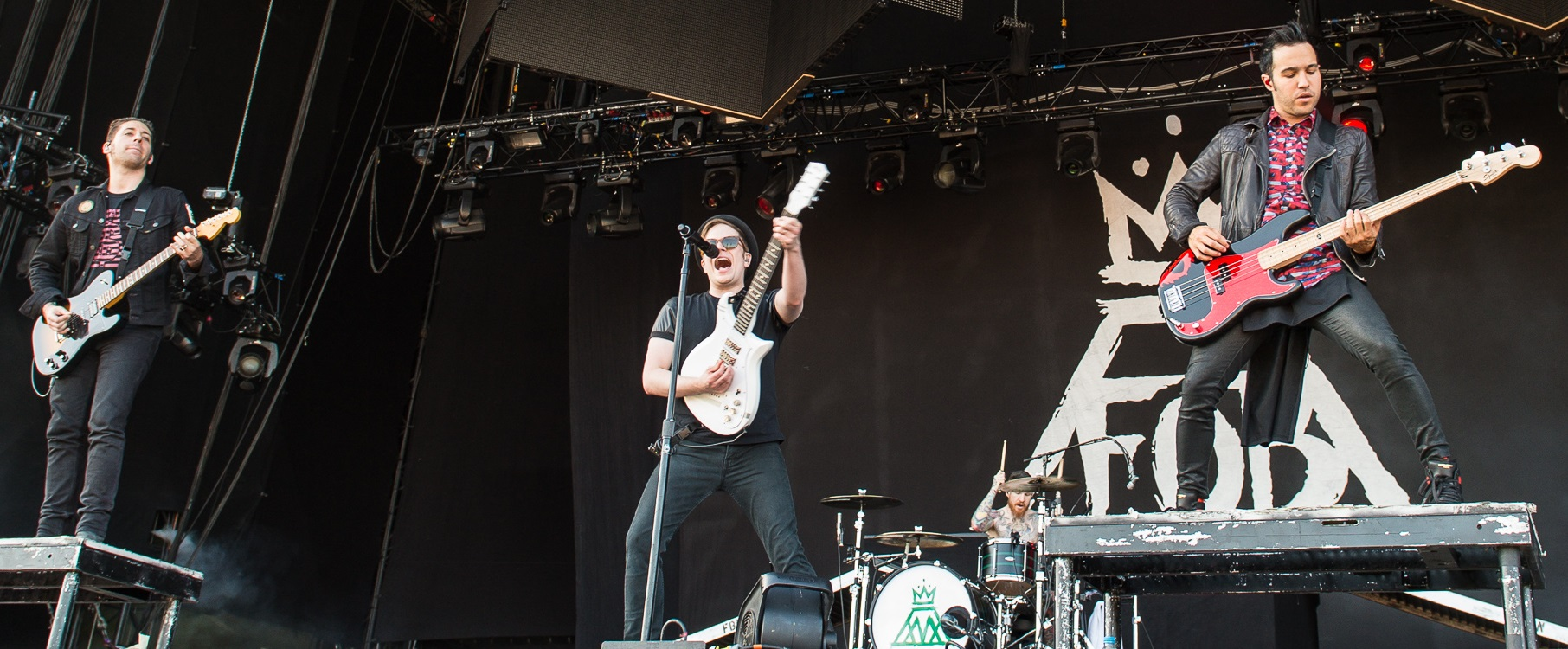
Fall Out Boy foi o primeiro artista a ganhar o prêmio sob seu novo nome, Melhor Grupo, em 2007.

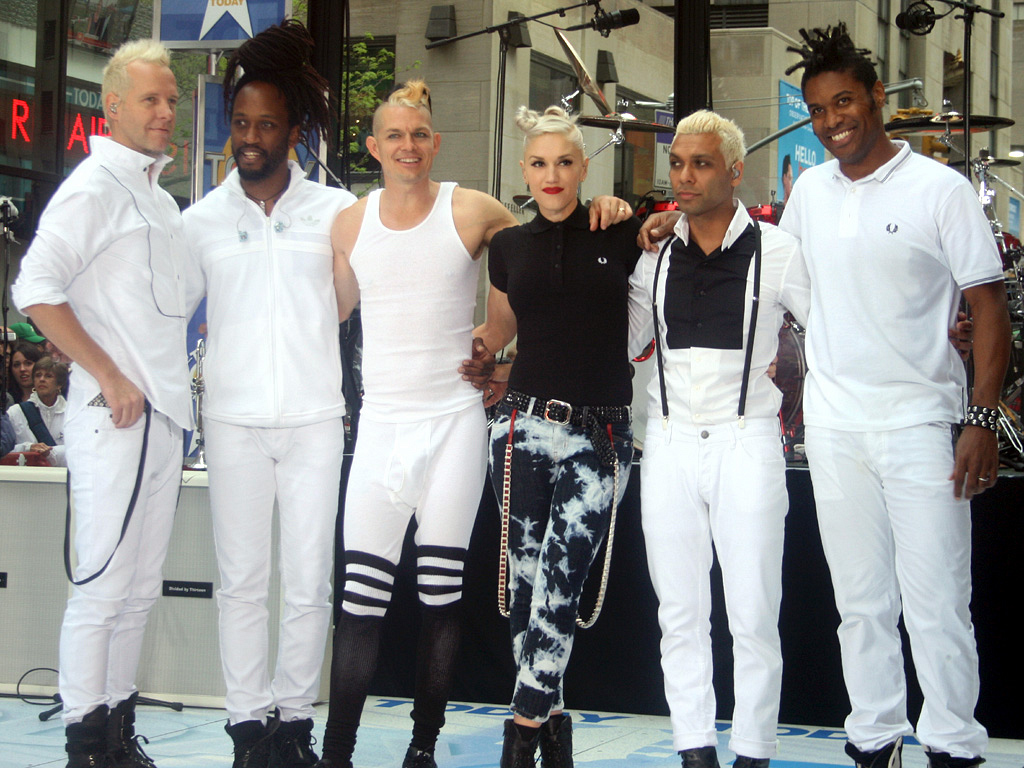
No Doubt ganhou o prêmio três vezes

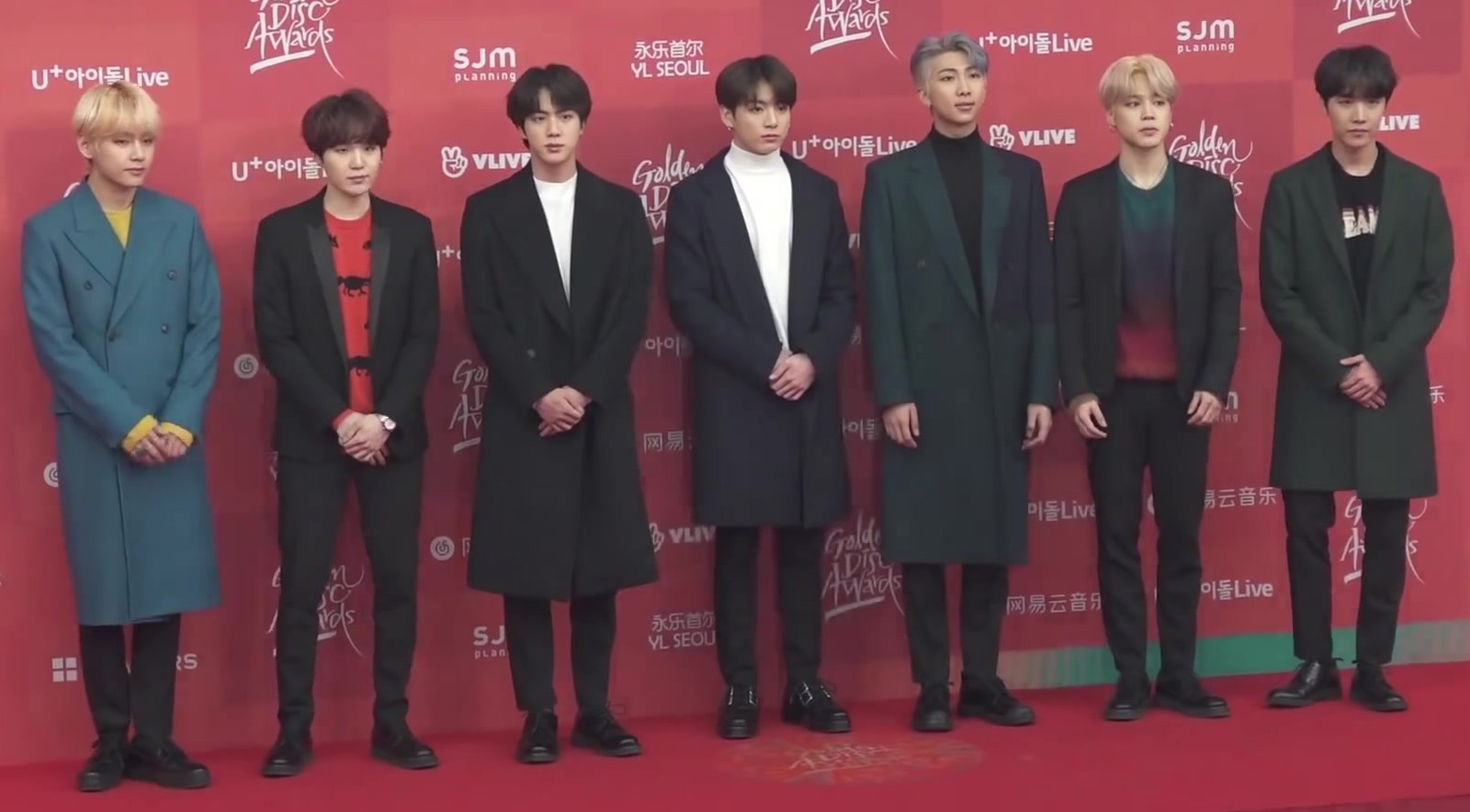
BTS é o ato mais premiado na categoria, tendo vencido o prêmio quatro vezes. Eles também são os únicos indicados a ganhar consecutivamente o prêmio, de 2019 a 2022.

| 1984                                      | ZZ Top – "Legs"                                   | - Huey Lewis and the News – "The Heart of Rock & Roll" - The Police – "Every Breath You Take" - Van Halen – "Jump" - ZZ Top – "Sharp Dressed Man"                              | [ 8 ]  |
| 1985                                      | USA for Africa – "We Are the World"               | - The Cars – "Drive" - Eurythmics – "Would I Lie to You?" - Huey Lewis and the News – "If This Is It" - U2 – "Pride (In the Name of Love)"                                     | [ 9 ]  |
| 1986                                      | Dire Straits – "Money for Nothing"                | - A-ha – "Take on Me" - INXS – "What You Need" - The Rolling Stones – "Harlem Shuffle" - Talking Heads – "And She Was"                                                         | [ 10 ] |
| 1987                                      | Talking Heads – "Wild Wild Life"                  | - The Bangles – "Walk Like an Egyptian" - Crowded House – "Don't Dream It's Over" - Eurythmics – "Missionary Man" - U2 – "With or Without You"                                 | [ 11 ] |
| 1988                                      | INXS – "Need You Tonight/Mediate"                 | - Aerosmith – "Dude (Looks Like a Lady)" - Eurythmics – "I Need a Man" - U2 – "I Still Haven't Found What I'm Looking For" - U2 – "Where the Streets Have No Name"             | [ 12 ] |
| 1989                                      | Living Colour – "Cult of Personality"             | - Fine Young Cannibals – "She Drives Me Crazy" - Guns N' Roses – "Sweet Child o' Mine" - Traveling Wilburys – "Handle with Care"                                               | [ 13 ] |
| 1990                                      | The B-52's – "Love Shack"                         | - Aerosmith – "Janie's Got a Gun" - Midnight Oil – "Blue Sky Mine" - Red Hot Chili Peppers – "Higher Ground" - Tears for Fears – "Sowing the Seeds of Love"                    | [ 14 ] |
| 1991                                      | R.E.M. – "Losing My Religion"                     | - The Black Crowes – "She Talks to Angels" - Divinyls – "I Touch Myself" - Queensrÿche – "Silent Lucidity"                                                                     | [ 15 ] |
| 1992                                      | U2 – "Even Better Than the Real Thing"            | - En Vogue – "My Lovin' (You're Never Gonna Get It)" - Red Hot Chili Peppers – "Under the Bridge" - Van Halen – "Right Now"                                                    | [ 16 ] |
| 1993                                      | Pearl Jam – "Jeremy"                              | - Depeche Mode – "I Feel You" - En Vogue – "Free Your Mind" - R.E.M. – "Man on the Moon"                                                                                       | [ 17 ] |
| 1994                                      | Aerosmith – "Cryin'"                              | - Beastie Boys – "Sabotage" - Green Day – "Longview" - R.E.M. – "Everybody Hurts"                                                                                              | [ 18 ] |
| 1995                                      | TLC – "Waterfalls"                                | - Green Day – "Basket Case" - The Rolling Stones – "Love Is Strong" - Stone Temple Pilots – "Interstate Love Song"                                                             | [ 19 ] |
| 1996                                      | Foo Fighters – "Big Me"                           | - Bone Thugs-n-Harmony – "Tha Crossroads" - The Fugees – "Killing Me Softly" - Hootie & the Blowfish – "Only Wanna Be with You                                                 | [ 20 ] |
| 1997                                      | No Doubt – "Don't Speak"                          | - Blur – "Song 2" - Counting Crows – "A Long December" - Dave Matthews Band – "Crash into Me" - The Wallflowers – "One Headlight"                                              | [ 21 ] |
| 1998                                      | Backstreet Boys – "Everybody (Backstreet's Back)" | - Garbage – "Push It" - Matchbox 20 – "3 A.M." - Radiohead – "Karma Police" - The Verve – "Bitter Sweet Symphony"                                                              | [ 22 ] |
| 1999                                      | TLC – "No Scrubs"                                 | - Backstreet Boys – "I Want It That Way" - Limp Bizkit – "Nookie" - 'N Sync – "Tearin' Up My Heart" - Sugar Ray – "Every Morning"                                              | [ 23 ] |
| 2000                                      | Blink-182 – "All the Small Things"                | - Destiny's Child – "Say My Name" - Foo Fighters – "Learn to Fly" - 'N Sync – "Bye Bye Bye" - Red Hot Chili Peppers – "Californication"                                        | [ 24 ] |
| 2001                                      | 'N Sync – "Pop"                                   | - Destiny's Child – "Survivor" - Incubus – "Drive" - Dave Matthews Band – "I Did It" - U2 – "Elevation (Tomb Raider Mix)"                                                      | [ 25 ] |
| 2002                                      | No Doubt com part. de Bounty Killer – "Hey Baby"  | - Blink-182 – "First Date" - Linkin Park – "In the End" - Dave Matthews Band – "Everyday" - 'N Sync com part. de Nelly – "Girlfriend (Remix)" - P.O.D. – "Alive"               | [ 26 ] |
| 2003                                      | Coldplay – "The Scientist"                        | - B2K com part. de P. Diddy – "Bump, Bump, Bump" - The Donnas – "Take It Off" - Good Charlotte – "Lifestyles of the Rich and Famous" - The White Stripes – "Seven Nation Army" | [ 27 ] |
| 2004                                      | No Doubt – "It's My Life"                         | - D12 – "My Band" - Good Charlotte – "Hold On" - Hoobastank – "The Reason" - Maroon 5 – "This Love"                                                                            | [ 28 ] |
| 2005                                      | Green Day – "Boulevard of Broken Dreams"          | - The Black Eyed Peas – "Don't Phunk with My Heart" - Destiny's Child com part. de T.I. e Lil Wayne – "Soldier" - The Killers – "Mr. Brightside" - U2 – "Vertigo"              | [ 29 ] |
| 2006                                      | The All-American Rejects – "Move Along"           | - Fall Out Boy – "Dance, Dance" - Gnarls Barkley – "Crazy" - Panic! at the Disco – "I Write Sins Not Tragedies" - Red Hot Chili Peppers – "Dani California"                    | [ 30 ] |
| Melhor Grupo                              |                                                   | |        |
| 2007                                      | Fall Out Boy                                      | - Gym Class Heroes - Linkin Park - Maroon 5 - The White Stripes | [ 31 ] |
| Nenhum prêmio concedido entre 2008 e 2018 |                                                   | |        |
| 2019                                      | BTS                                               | - 5 Seconds of Summer - Backstreet Boys - Blackpink - CNCO - Jonas Brothers - PrettyMuch - Why Don't We                                                                        | [ 32 ] |
| 2020                                      | BTS                                               | - 5 Seconds of Summer - Blackpink - Chloe x Halle - CNCO - Little Mix - Monsta X - Now United - The 1975 - Twenty One Pilots                                                   | [ 33 ] |
| Grupo do Ano                              |                                                   | |        |
| 2021                                      | BTS                                               | - Blackpink - CNCO - Foo Fighters - Jonas Brothers - Maroon 5 - Silk Sonic - Twenty One Pilots                                                                                 | [ 34 ] |
| 2022                                      | BTS                                               | - Blackpink - City Girls - Foo Fighters - Imagine Dragons - Måneskin - Red Hot Chili Peppers - Silk Sonic                                                                      | [ 35 ] |